# 21776 Kryszczyńska
21776 Kryszczyńska (tên chỉ định: 1999 RE221) là một tiểu hành tinh vành đai chính. Nó được khám phá thông qua Chương trình nghiên cứu đối tượng gần Trái Đất của đài thiên văn Lowell ở Anderson Mesa Station ở Coconino County, Arizona, ngày 5 tháng 9 năm 1999. Nó được đặt theo tên Agnieszka Kryszczyńska, a planetary scientist ở Adam Mickiewicz University ở Poznań, Ba Lan.